# Кенши Йонезу
Кенши Йонезу (米津 玄師 Yonezu Kenshi) е японски музикант, певец, музикален продуцент и илюстратор, който стартира кариерата си, издавайки Vocaloid музика под псевдонима Hachi (ハチ) през 2009. През 2012 той дебютира вече с истинското си име, издавайки музика със своя собствен глас. Продажбите надхвърлят 4.2 милиона физически и повече от 7 милиона дигитални копия само в Япония.
Неговият сингъл „Kick Back“ от 2022 г. е най-успешният му до момента, със златен сертификат от RIAA за 500 000 продадени копия в Съединените щати и дебютира в международни класации, включително UK Rock &amp; Metal Singles и US Hot Rock &amp; Alternative Songs.

## Биография

### Ранна музикална кариера
Йонезу е роден в Токушима .  Като дете му е било трудно да общува с други хора, особено с баща си. Йонезу обикновено се е усещал разбран само от майка си.  Той е диагностициран с високофункционален аутизъм след 20-годишна възраст. 
Първият опит на Йонезу в музиката е през 2006 г. по време на втората му година в прогимназията, където той създава група с приятеля си Хироши Накаджима, наречена Late Rabbit Edda, за да свири за училищния културен фестивал.     Той участвал като вокалист, автор на песните и от време на време китарист, докато Накаджима е бил главният китарист. В края на 2007 г. той създава уебсайт на групата, публикувайки текстовете на песните им и кратки истории.  Йонезу пише песни за групата и между април 2008 г. и март 2009 г. качва 24 песни в уебсайта за споделяне на видео Nico Nico Douga, използвайки името Hachi.  Нито една от песните не достига широката публика, като най-голямата, "Beelzebub", получава само 23,000 гледания.  Йонезу създава своя блог през този период и го нарича Tekitō Edda (適当EDDA)  .  